# Arsenal FC
Arsenal FC är en fotbollsklubb i stadsdelen Islington i norra London, men ursprungligen grundad i stadsdelen Woolwich i sydöstra London 1886. Klubbens femstjärniga hemmaarena heter Emirates Stadium (men kallas i folkmun för Ashburton Grove) och är belägen intill den gamla arenan, Arsenal Stadium, mer känd som Highbury (vars läktare byggts om till bostadshus där fasaden har bevarats och planen är en park). 
Resultatmässigt är Arsenal Londons mest framgångsrika fotbollsklubb med Tottenham Hotspur och Chelsea som främsta rivaler. Den senaste storhetsperioden har skapats under den franska tränaren Arsène Wenger. Arsenal är även en av de rikaste och mest supporterstöttade fotbollsklubbarna i världen. Forbes rankade klubben som den tionde rikaste 2024 till ett värde av 2,6 miljarder dollar.

## Historia

### Från begynnelsen till krigstiderna (1886–1939)

Arsenals symbol 1888–1925, med tre kanoner, vilket man tagit från Woolwich vapen.

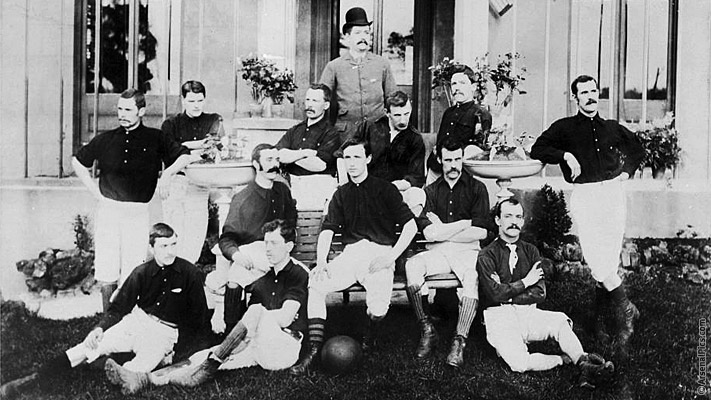
Arsenals spelartrupp 1888.

Klubben grundades 1886 av arbetare vid den kungliga vapenarsenalen i Woolwich i sydöstra London. Klubben, som från början hette Dial Square FC, spelade sin första match den 11 december 1886 då Eastern Wanderers besegrades med 6–0. Namnet Dial Square var dock inte populärt bland klubbens medlemmar, och vid ett möte på juldagen 1886 ändrades namnet till Royal Arsenal FC. Vid detta möte bestämdes även var klubben skulle spela sina hemmamatcher och vilken färg matchtröjorna skulle ha. Den förre Nottingham Forest-spelaren Fred Beardsley skrev till sin gamla klubb för att be om hjälp. Nottingham Forest skickade då en uppsättning röda tröjor och en boll. Som hemmaarena valdes Plumstead Common, där klubben kom att spela fram till 1888 då man flyttade till Manor Ground i Plumstead. Därefter flyttade klubben till närbelägna Invicta Ground 1890 innan man återvände till Manor Ground tre år senare.
1891 blev klubben professionell och två år senare bytte man namn till Woolwich Arsenal FC. 1893 blev klubben medlem i The Football League och kom att tillbringa elva säsonger i Second Division, innan laget 1904 gick upp i First Division. Den första sejouren i högsta divisionen kom att präglas av ekonomiska svårigheter. Det faktum att Arsenal höll till i otillgängliga Plumstead gjorde att publiken inte hittade till arenan, och därmed förlorade klubben mycket pengar. Klubben var nära att gå i konkurs innan den 1910 köptes av affärsmannen Sir Henry Norris. För att öka klubbens inkomster försökte Norris slå ihop Woolwich Arsenal med Fulham, men han fick inte tillstånd till detta av ligan. 1913 valde därför Norris att flytta klubben till London Borough of Islington i norra London, och året efter ändrades klubbens namn till The Arsenal FC.
1919, samma år som klubben tog bort ordet "The" i klubbnamnet och fick sitt nuvarande namn Arsenal FC, bestämdes att First Division skulle utökas från 20 till 22 klubbar. Sista säsongen innan första världskriget hade Arsenal slutat på femte plats i Second Division, medan grannklubben Tottenham Hotspur hade slutat på 20:e plats i First Division. Efter kontroverser med omröstning och påstådd mutning kom Arsenal upp till First Division på bekostnad av Tottenham, vilket lett till en ständig och hetsig rivalitet mellan de båda klubbarna. Arsenal har alltsedan 1919 spelat i förstadivisionen, och är därmed den klubb i England som spelat flest säsonger i rad i högsta ligan.

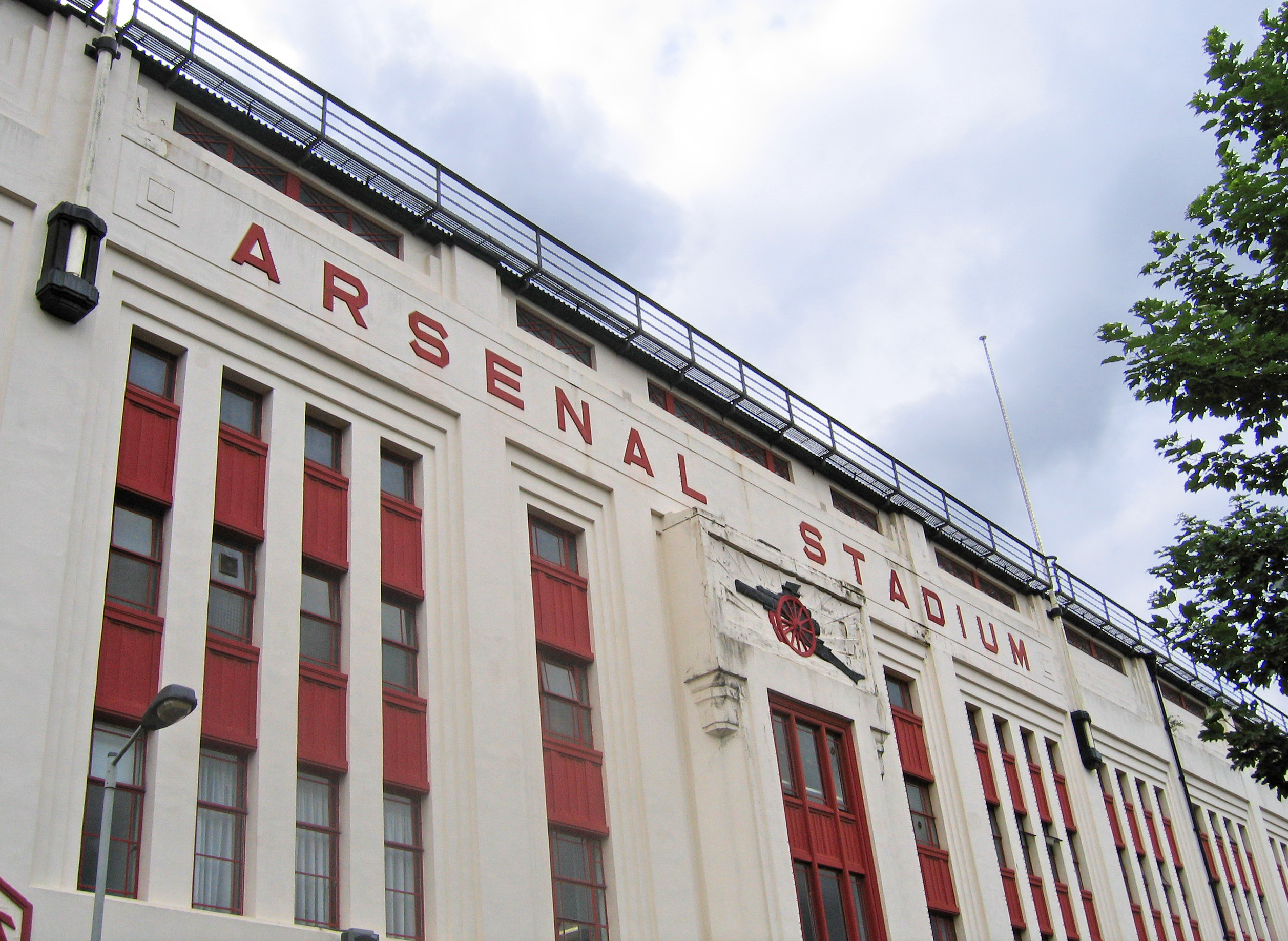
Arsenal Stadiums östra läktare, byggd 1936.

1925 fick Herbert Chapman jobbet som manager i Arsenal, vilket var inledningen på Arsenals första storhetstid. 1927 gick Arsenal för första gången till final i FA-cupen, men förlorade med 1–0 mot Cardiff City (för övrigt hittills den enda gången som ett walesiskt lag vunnit FA-cupen). 1930 vann Arsenal sin första stora titel efter seger med 2–0 i FA-cupfinalen mot Huddersfield Town. Säsongen 1930/31 blev Arsenal ligamästare för första gången efter att ha gjort 127 mål på 42 matcher, med Jack Lambert som bästa målskytt med 38 mål. Säsongen efter kom laget på andra plats i ligan och förlorade dessutom FA-cupfinalen mot Newcastle United. Sedan följde tre ligasegrar i rad åren 1933–1935. Vid denna tid hade Arsenal sju engelska landslagsspelare; Frank Moss, George Male, Eddie Hapgood, Wilf Copping, Ray Bowden, Ted Drake och Cliff Bastin.
I januari 1934 drabbades Herbert Chapman av lunginflammation och avled kort därefter. Han ersattes av George Allison, som skulle komma att stanna hos klubben i 13 år. Säsongen 1934/35 vann Ted Drake skytteligan med sina 42 mål efter att bland annat ha gjort fyra mål mot Birmingham, Chelsea, Wolverhampton och Middlesbrough plus tre hattrick. Den 9 mars 1935 kom det 73 295 åskådare till matchen mot Sunderland, vilket står sig som publikrekord på Highbury. Den 14 december samma år satte Ted Drake ett rekord som även det står sig än idag för målskyttar i engelska högstadivisionen: i bortamatchen mot Aston Villa gjorde han alla sju målen för Arsenal i en match som slutade 7–1.
1936 vann Arsenal FA-cupen för andra gången efter vinst mot Sheffield United med 1–0 (målet av Ted Drake). Säsongen 1937/38 vann Arsenal ligan för femte gången på åtta år, men detta skulle visa sig bli storhetstidens sista stora seger. 1939 satte andra världskriget nämligen stopp för ligaspelet i England. Nio spelare från Arsenal miste livet: Henry Cook, Bobby Daniel, William Dean, Hugh Glass, Leslie Lack, William Parr, Sidney Pugh, Herbie Roberts och Cyril Tooze.

### 1945–1986
Efter kriget började fotbollen i England komma igång igen på allvar. I FA-cupen 1945/46 blev Arsenal utslaget redan i tredje omgången, och då ligaspelet återupptogs säsongen 1946/47 slutade Arsenal på trettonde plats. George Allison avgick som manager och ersattes av Tom Whittaker. Året därefter vann Arsenal ligan för sjätte gången, med Ronnie Rooke som främste målskytt (33 mål). 1953 vann Arsenal ligan återigen ligan sedan laget slutat på lika många poäng som Preston North End – och ligan avgjorts genom att jämföra de båda lagens målkvot (antalet gjorda mål dividerat med antalet insläppta mål), vilket blev till Arsenals fördel med endast 99 tusendelars marginal. Mellan de båda ligasegrarna lyckades Arsenal 1950 vinna FA-cupen efter en 2–0-seger i finalen mot Liverpool.

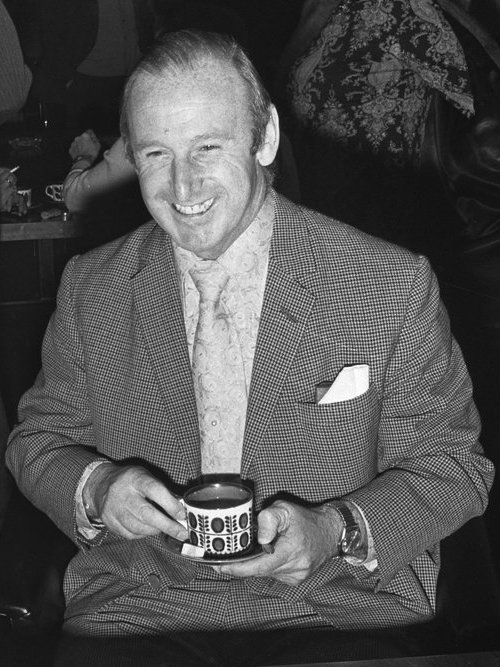
Bertie Mee (1972).

Hösten 1956 avled managern Tom Whittaker och Jack Crayston, som hade spelat i klubben under 1930-talet, blev manager för de närmsta två åren. Därefter tog den före detta målvakten George Swindin över, men inte heller han kunde föra laget till några titlar. 1962 anställdes den legendariske Wolverhamptonspelaren Billy Wright som manager, men spelmässigt fortsatte lagets motgångar under 1960-talet. 1966 slutade laget på 14:e plats – den lägsta placeringen sedan 1930. Publiken minskade också; den 5 maj 1966 noterades den lägsta publiksiffran på Highbury (4 544 åskådare) då Arsenal mötte Leeds. Efter den säsongen fick Billy Wright sparken och ersattes av fysioterapeuten Bertie Mee – som förde Arsenal till final i Ligacupen både 1968 och 1969. De förlorade dock mot Leeds United respektive Swindon Town. Arsenals juniorlag hade vunnit FA Youth Cup 1966, och av spelarna i det laget kom bland andra Charlie George, Ray Kennedy och John Radford att etablera sig i A-laget under de kommande åren. Säsongen 1969/70 vann Arsenal Mässcupen (föregångaren till Uefacupen) efter finalseger mot belgiska Anderlecht (förlust 1–3 borta och vinst 3–0 hemma).
Säsongen 1970/71 vann Arsenal en så kallad "dubbel", sedan laget efter en mindre lyckad säsongsinledning lyfte sig och till slut kunde vinna sin åttonde ligatitel. Arsenal ställdes mot Liverpool i FA-cupfinalen, där Arsenal efter en mållös match under ordinarie speltid kunde vinna efter förlängning. I december 1971 värvades den förre världsmästaren Alan Ball från Everton för 220 000 pund. 1972 gick Arsenal till final i FA-cupen, men förlorade denna gång mot Leeds United, och året därpå kom Arsenal tvåa i ligan efter Liverpool. Efter två misslyckade säsonger med en sextondeplats 1974/75 och en sjuttondeplats 1975/76, avgick managern Bertie Mee och ersattes av Terry Neill. 1976 värvades Newcastles skyttekung Malcolm Macdonald för den udda övergångssumman 333 333 pund och 33 pence. Macdonald vann under sin första säsong i Arsenal skytteligan på 25 mål. Efter säsongen 1976/77 där Arsenal slutade på en åttondeplats, lämnade George Armstrong Arsenal som klubbens meste spelare genom tiderna med sina 621 matcher. 
Nya unga spelare som Liam Brady, Frank Stapleton och David O'Leary kom fram under dessa år och laget gick till FA-cupfinal tre år i rad (1978, 1979 och 1980). 1978 års final förlorades med 1–0 mot Ipswich Town som då tränades av Bobby Robson. Arsenal slutade på en femteplats i ligan 1977/78 och blev utslagna av Liverpool i Ligacupens semifinal. Efter en knäskada, i en Ligacupmatch mot Rotherham i augusti 1978, fick Malcolm Macdonald avsluta sin fotbollskarriär.
I FA-cupfinalen den 12 maj 1979 besegrade Arsenal Manchester United med 3–2, efter ett avgörande mål av Alan Sunderland i 89:e minuten. I den tredje omgången hade det krävts fyra omspelsmatcher för att besegra Sheffield Wednesday. Januari 1979 var ovanligt kall, och omspelsmatcherna (som spelades på neutral plan) förlades till Filbert Street i Leicester, som var en av få arenor med spelduglig plan. Arsenals femte FA-cup vinst skulle bli managern Terry Neills enda titel med klubben. I ligan 1978/79 slutade Arsenal på sjunde plats.
Den 10 maj 1980 förlorade Arsenal FA-cupfinalen med 1–0 mot West Ham United, som då spelade i Football League Second Division, efter ett mål av Trevor Brooking. FA-cupsemifinalen mot Liverpool slutade 0–0, och det skulle krävas tre omspelsmatcher innan Arsenal stod som segrare. Detta var tidernas längsta semifinal i FA-cupens historia. Arsenal gick också till final i Cupvinnarcupen, efter att ha besegrat IFK Göteborg med 5–1 i kvartsfinalen. Finalen, som spelades mot Valencia på Heysel stadion, fyra dagar efter FA-cupfinalförlusten mot West Ham, förlorades efter en mållös match, förlängning och straffsparkar efter missar av Brady och Graham Rix. Dessutom tillkom de 42 matcherna i ligan 1979/80 där Arsenal slutade fyra, vilket innebar att Arsenal denna säsong fick spela 70 matcher på nio månader – utan att vinna någon titel.
Den 30 juli 1980 såldes Arsenals fotbollsstjärna Liam Brady till Juventus. Arsenal slutade ändå trea i ligan 1980/81 efter att varit obesegrade hela säsongen på Highbury. På sommaren 1981 var det nästa fotbollsstjärna som såldes, då Frank Stapleton gick till Manchester United. Arsenal slutade på en femte plats i ligan 1981/82, och blev samma säsong utslagna av det belgiska överraskningslaget FC Winterslag i Uefacupen. 
Säsongen därpå gick det bättre i både Ligacupen och FA-cupen, då Arsenal nådde semifinal i båda, men förlorade samtliga semifinaler mot Manchester United. Resultaten i ligan blev lidande då Arsenal slutade på en tiondeplats 1982/83. Målvakten Pat Jennings blev den första fotbollsspelaren att spela tusen matcher i engelska ligan i matchen mot West Bromwich 26 februari 1983, där han även höll nollan.
Efter tio förluster på de sjutton första ligamatcherna höstsäsongen 1983, och dessutom utslaget av Division 3-laget Walsall i Ligacupen, fick managern Terry Neill slutligen sparken i december 1983. Neill ersattes av Don Howe som efter en bättre vårsäsong lyckades få Arsenal till en sjätteplats i ligan säsongen 1983/84. Tony Woodcock blev lagets bäste målskytt med totalt 23 mål varav 21 i ligan. Under Don Howes tid som manager i Arsenal slutade laget på en sjunde plats i ligan två år i rad. Howe fick avgå våren 1986. 

### Åren med George Graham (1986–1995)

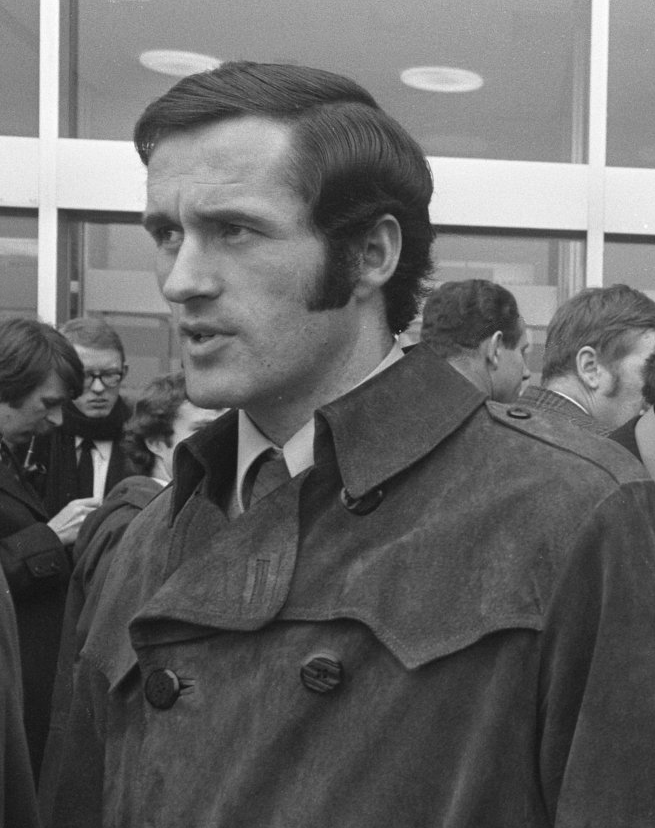
George Graham (1970)

George Graham blev manager för Arsenal i maj 1986, och hans första säsong som manager började med en fjärdeplats i ligan 1986/87, efter att ha legat etta från november till februari. Klubben vann för första gången Ligacupen, efter seger med 2–1 i finalen mot Liverpool den 5 april 1987, efter två mål av den skotske forwarden Charlie Nicholas.
Graham gav flera unga spelare chansen att etablera sig i startelvan under senare delen av 1980-talet; bland andra David Rocastle, Paul Merson och Tony Adams (som blev lagkapten). Graham hade även en förmåga att hitta några mindre kostsamma nyförvärv, som ytterbacken Nigel Winterburn, som köptes från Wimbledon i maj 1987. Året därpå tillkom försvararna Lee Dixon och Steve Bould, som båda två köptes från Stoke City, som tillsammans med Adams kom att bilda stommen i en fyrbackslinje som skulle bli framgångsrik. Graham förde också en mycket strängare disciplin än sina föregångare, både i omklädningsrummet och på planen, vilket medförde en strikt disciplinerad defensiv. 
Grahams andra säsong 1987/88, slutade Arsenal på en sjätteplats i ligan. Efter tio segrar i rad ledde Arsenal ligan i november, men tappade den efter åtta matcher i rad utan en vinst. Däremot gick Arsenal åter till Ligacupfinal den 24 april 1988 på Wembley, men förlorade något överraskande mot Luton Town med 3–2, efter att Arsenal tappat sin 2–1-ledning och Winterburn missat en straffspark.
 Ligaguld på övertid 1989 
1988/89 var Arsenal med i kampen om guldet, då de från annandag jul 1988 ledde ligan fram till att de tappat den efter en 2–1-förlust mot Derby County på Highbury den 13 maj 1989. Säsongens sista hemmamatch mot Wimbledon slutade 2–2, och ligan skulle avgöras den 26 maj 1989, då Arsenal och Liverpool möttes på Anfield Road i säsongens sista match. Liverpool var i storform, och hade inte förlorat en match sedan nyårsdagen 1989. Liverpool ledde ligan med tre poäng före Arsenal, som behövde vinna med två måls marginal för att bli mästare. Efter 90 minuter ledde Arsenal med 1–0, efter ett nickmål av säsongens skyttekung Alan Smith i början av andra halvlek. När bara sekunder återstod av matchen fick Michael Thomas ett friläge och kunde sätta bollen i nät bakom Bruce Grobbelaar, vilket gav upphov till en av ligans mest dramatiska upplösningar någonsin.
Arsenal fick som ligamästare inte delta i Europacupen, på grund av Heyselkatastrofen och det fortfarande gällande förbudet för engelska klubbar att medverka i de europeiska cuperna. Arsenal slutade säsongen 1989/90 på fjärde plats, och samma spelare som blev mästare 1989, hade tappat formen våren 1990. Alan Smith, Tony Adams och David Rocastle var alla aktuella att komma med i Bobby Robsons Englands-trupp till VM 1990, men blev samtliga exkluderade.
 Ligaguld 1991 
På sommaren 1990 valde Graham att förstärka truppen med svensken Anders Limpar och målvakten David Seaman. Det blev succé direkt och Arsenal kunde vinna sitt tionde ligaguld 1990/91. Under bortamatchen mot Manchester United, den 20 oktober 1990 på Old Trafford, inträffade ett bråk mellan flera av spelarna, och Arsenal fråntogs två poäng. Lagkaptenen Tony Adams åkte även fast för rattfylla i december 1990 och fick sitta i fängelse i två månader. Trots detta förlorade Arsenal bara en ligamatch under hela säsongen (bortamatchen mot Chelsea, den 2 februari 1991). Arsenal släppte bara in 18 mål på 38 ligamatcher och Alan Smith vann skytteligan med 22 mål. Limpar gjorde elva mål i ligan, och i den sista ligamatchen för säsongen vann Arsenal hemma mot Coventry med 6–1 efter ett hattrick av Limpar.
I september 1991 betalade Arsenal 2,5 miljoner pund (nytt klubbrekord) för Ian Wright, som skulle komma att tillbringa sju år i klubben och bli dess bäste målgörare någonsin innan Thierry Henry slog hans rekord. Arsenal fick för första gången på 20 år delta i Europacupen, men blev utslagna i den andra omgången av SL Benfica, där Sven-Göran Eriksson var tränare, och Jonas Thern och Stefan Schwarz spelade. I Arsenals inledande match i FA-cupen den 4 januari 1992 blev de utslagna av Division 4-laget Wrexham, vilket var en av de största skrällarna i FA-cupens historia. Arsenal slutade på en fjärde plats i ligan 1991/92, efter att ha hittat storformen lagom till våren och spelade 14 matcher i rad utan förlust.
 Dubbla cup-guld 1993
I den nystartade Premier League 1992/93 kom ett ojämnt Arsenal bara på tionde plats, men vann istället både FA-cupen och Ligacupen – i båda finalerna mot Sheffield Wednesday, där Roland Nilsson spelade. Under ärevarvet efter segern i Ligacupfinalen på Wembley den 18 april 1993, lyfte Tony Adams upp nordirländske matchhjälten Steve Morrow på sina axlar, men Adams tappade honom och Morrow fick föras till sjukhus med bruten arm. I FA-cupfinalen krävdes det omspel, sedan första matchen slutat 1–1, och Arsenal vann omspelet med 2–1 den 20 maj 1993, efter ett segermål i förlängningen av mittbacksreserven Andy Linighan.
 Vinnare av Cupvinnarcupen 1994
I Premier League 1993/94 slutade Arsenal på en fjärdeplats. Limpar hade tappat sin plats i startelvan, fick inget nytt kontrakt och såldes till Everton i mars 1994. Arsenal deltog i den europeiska Cupvinnarcupen, och tog sig till finalen den 4 maj 1994 på Parken i Köpenhamn mot italienska Parma. Det italienska laget skapade flera farliga målchanser med offensiva stjärnor som Tomas Brolin, Zola och Asprilla, men med Grahams defensiva taktik och starka försvar, lyckades Arsenal att vinna finalen med 1–0 efter ett segermål av Alan Smith.
På sommaren 1994 köptes den svenska mittfältaren Stefan Schwarz till Arsenal, men det blev en turbulent säsong för laget i Premier League som slutade på en tolfte plats. Målproduktionen var rejält försvagad och Arsenal hade blivit alldeles för beroende av Ian Wrights målform. Paul Merson erkände också på vintern 1994 i en presskonferens att han hade drogproblem och var borta tre månader från matchspel. Den 21 februari 1995 fick Graham sparken efter att det uppdagats att han hade tagit emot £425 000 pund i mutor från den norske agenten Rune Hauge i samband med värvningarna av Pål Lydersen och John Jensen. Graham lämnade Arsenal som en av klubbens mest framgångsrika tränare någonsin. Den tillfällige lösningen som manager, Stewart Houston, fungerade dock bra i Europaspelet. Arsenal lyckades återigen att ta sig till final i Cupvinnarcupen men förlorade denna gång mot spanska Real Zaragoza sedan David Seaman i förlängningen släppt in en lobb från över 40 meter. 
Den 20 juni 1995 värvades den nederländska storstjärnan Dennis Bergkamp från Inter, och säsongen 1995/96 hade Bruce Rioch ansvaret som manager. Arsenal blev femma i Premier League och nådde även semifinal i Ligacupen, men blev utslagna av Aston Villa. Men efter meningsskiljaktigheter med Arsenals ordförande David Dein, och även missnöje i spelartruppen, och dispyter med Ian Wright, fick Rioch slutligen sparken i augusti 1996, efter bara en säsong. Det visade sig att David Dein redan visste vem som skulle bli Arsenals kommande manager.

### Tiden med Arsène Wenger (1996–2018)

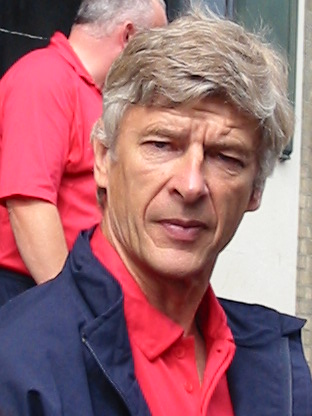
Arsène Wenger.

I slutet av september 1996 anlände den franske tränaren Arsène Wenger till Arsenal från Japan där han hade tränat Nagoya Grampus Eight. Det första han gjorde var att köpa den unge franske mittfältaren Patrick Vieira, som fick anlända till Arsenal innan den nya managerns kontrakt officiellt börjat att gälla.  
Wengers första match som Arsenals manager var den 15 oktober 1996 på Ewood Park mot Blackburn, som Arsenal besegrade med 2–0, efter två mål av Ian Wright. Säsongen slutade med en tredjeplats i Premier League 1996/97.   
Dubbeln 1998
Sommaren 1997 förstärktes truppen med mittfältarna Emmanuel Petit och Marc Overmars, och säsongen 1997/98 vann Arsenal sitt elfte ligaguld och vann "dubbeln" för andra gången i historien. Arsenal var 12 poäng efter regerande mästarna Manchester United i slutet av februari. Den 3 maj 1998 gick Arsenal in i matchen mot Everton efter en nio matcher lång segersvit i ligan. En seger över Everton skulle ge dem titeln med två matcher kvar på säsongen, vilket säkerställde att Arsène Wenger skulle bli den första utländska tränaren att vinna det engelska mästerskapet, under sin första hela säsong som ansvarig. Arsenal besegrade Everton med 4–0, och vann ligan med en poäng före Manchester United. Det var första gången Arsenal tog titeln på Highbury sedan 1953. Förutom att lägga ihop en tio-matchers segersvit var Arsenal obesegrade i ligan sedan den 13 december 1997.  
I FA-cupfinalen den 16 maj 1998 besegrades Newcastle med 2–0 efter mål av Overmars och Nicolas Anelka, och säkrade Arsenals andra "Dubbel" genom tiderna. I VM-finalen den 12 juli 1998 stod två Arsenal-spelare för Frankrikes tredje mål, då Petit gjorde mål efter en assist från Vieira. 
Efter en imponerande EM-kvalmatch på Råsunda mellan England och Sverige den 5 september 1998, köptes Fredrik Ljungberg från Halmstads BK till Arsenal för 40 miljoner svenska kronor.  Ljungberg gjorde mål i debuten mot Manchester United den 20 september 1998, när han lobbade över Peter Schmeichel. Arsenal blev tvåa i Premier League 1998/99 endast en poäng efter Manchester United, och det blev bara gruppspel för Arsenal i Uefa Champions League.  
Den 3 augusti 1999 köpte klubben den 22-åriga franska yttermittfältaren Thierry Henry från Juventus. Wenger såg Henry som forward, och låg bakom att Henry blev Arsenals bästa målskytt genom tiderna med totalt 228 mål. Arsenal slutade återigen på en andraplats i Premier League 1999/2000, men med hela 18 poäng efter Manchester United. Arsenal slutade trea i sin Uefa Champions League-grupp, där London-klubben spelade två matcher mot AIK. Arsenal avancerade vidare till Uefacupen där de nådde final på Parken mot Galatasaray den 17 maj 2000. Matchen slutade mållöst och avgjordes på straffsparkar, där det turkiska laget blev segrare efter att Davor Šuker och Vieira missat sina straffsparkar.  
För tredje året i rad slutade Arsenal på en andraplats i Premier League 2000/01, denna gång tio poäng efter mästarna Manchester United. Valencia slog ut Arsenal i kvartsfinalen i Uefa Champions League 2000/01, och Arsenal nådde även FA-cupfinal den 12 maj 2001 mot Liverpool på Millennium Stadium. Ljungberg gjorde Arsenals ledningsmål, men Michael Owen avgjorde finalen med sina två mål.  
Arsenals tekniske mittfältare David 'Rocky' Rocastle avled den 31 mars 2001 av non-Hodgkin-lymfom, endast 33 år gammal, samma dag som derbymötet med Tottenham. Rocastle spelade 277 matcher och gjorde 34 mål för Arsenal och var en stor favorit bland både supportrar och spelare.
Försvarsstjärnan Sol Campbell skrev på för Arsenal i juli 2001 och lämnade rivalerna Tottenham Hotspur.
Dubbeln 2002
Arsenal avslutade Manchester Uniteds serie av tre ligatitlar i rad genom att vinna sitt tolfte ligaguld säsongen 2001/02, och vann även "dubbeln" för tredje gången i klubbens historia. Arsenal vann ligan sju poäng före tvåan Liverpool, utan att ha förlorat en enda ligamatch på bortaplan, och lyckades med den unika bedriften att göra mål i varje ligamatch. Arsenal slog Chelsea med 2–0 i FA-cupfinalen på Millennium Stadium den 4 maj 2002 med mål från Ray Parlour och Fredrik Ljungberg, och begav sig till Old Trafford fyra dagar senare och säkrade ligatiteln efter ett segermål av Syvain Wiltord. I Uefa Champions League blev det två gruppspel, men Arsenal gick inte vidare till kvartsfinal och efter säsongen avslutade Tony Adams sin karriär, efter 19 säsonger i Arsenals A-lag.
Säsongen 2002/03 slutade Arsenal i tvåa i ligan med fem poäng bakom Manchester United. I september 2002 gjorde Wenger ett uttalande i media om att Arsenal kunde gå obesegrade i ligan genom en hel säsong. Det skulle dröja ett år, då han fick rätt. Den 19 oktober 2002 vann Everton över Arsenal med 2–1, då den 16-årige Wayne Rooney avgjorde matchen. Då hade Arsenal inte förlorat i ligan sedan den 18 december 2001 mot Newcastle. Arsenal ledde ligan fram till den 16 april 2003 när de spelade 2–2 mot Manchester United på Highbury. Arsenal missade även kvartsfinalen i Champions League när Arsenal förlorade mot Valencia i det andra gruppspelet. Den 17 maj 2003 vann Arsenal FA-cupen för nionde gången efter finalseger med 1–0 mot Southampton, efter mål av Robert Pires, och målvakten David Seaman gjorde en avgörande räddning i hans sista match för Arsenal.
"The Invincibles" 2004
Målvakten Jens Lehmann ersatte Seaman i juli 2003. Säsongen 2003/04 blev Arsenal den första klubb sedan Preston North End 1889 som gått obesegrade genom engelska ligan. Arsenal vann 26 matcher och spelade oavgjort 12 gånger på de 38 ligamatcherna, och slutade elva poäng före tvåan Chelsea. Thierry Henry blev förste Arsenalspelare sedan Ronnie Rooke 1948 att göra 30 mål i ligan, vilket räckte till seger i Premier Leagues skytteliga. Arsenal blev utslagna av Chelsea i kvartsfinalen i Champions League då Wayne Bridge gjorde det avgörande målet i slutminuterna, och Arsenal nådde semifinal i både Ligacupen och FA-cupen.  
Säsongen 2004/05 slutade Arsenal tvåa i ligan, 11 poäng efter Chelsea. Sviten på 49 ligamatcher i rad utan förlust, vilket är ett rekord i engelsk ligafotboll, sprack den 24 oktober 2004 när Manchester United vann med 2–0. I Champions League slogs Arsenal ut i åttondelsfinalen mot Bayern München. Den 11 maj 2005 besegrades Everton med 7–0 och Thierry Henry vann med sina 25 gjorda mål skytteligan i Premier League för tredje gången. Arsenal gick också till final i FA-cupen den 21 maj 2005, där Manchester United besegrades på straffsparkar efter en mållös match. Patrick Vieira avgjorde straffdramat med hans sista mål för Arsenal innan han lämnade för Juventus i juli 2005. Det skulle dröja nio år innan Arsenal vann FA-cupen igen.
Champions League-finalförlust 2006
Under sista spelåret på Highbury, säsongen 2005/06, lyckades Arsenal knipa fjärdeplatsen i den sista omgången i en match mot Wigan Athletic, där Henry gjorde ett hattrick, vilket innebar en kvalplats till nästa säsongs Champions League. I Champions League 2005/2006 höll målvakten Jens Lehmann nollan sju gånger (och Arsenal satte Champions League-rekord genom att hålla nollan i 820 minuter – över nio matcher – i rad), och Arsenal nådde sin första Champions League-final den 17 maj 2006, som dock förlorades med 1–2 mot Barcelona. Thierry Henry blev skyttekung i Premier League för tredje året i rad, och under säsongen passerade han Ian Wright som Arsenals bäste målskytt genom tiderna. Efter elva säsonger på Highbury valde holländaren Dennis Bergkamp att avsluta karriären. Även Robert Pires lämnade Arsenal för att fortsätta karriären i Villarreal.
Första säsongen på Emirates Stadium
Säsongen 2006/07 var den första på den nybyggda hemmaarenan Emirates Stadium, där endast fem av de tio första hemmamatcherna slutade med seger. Den 19 augusti 2006 som var den inledande Premier League-matchen på säsongen gjorde Aston Villas Olof Mellberg det första spelmålet på den nya arenan. Trots många skador lyckades Arsenal på nytt sluta på fjärde plats i ligan, och nådde åttondelsfinal i Champions League där man åkte ut mot PSV Eindhoven. Wenger lät yngre spelare få chansen i Ligacupen, och de nådde final den 25 februari 2007, men förlorade mot Chelsea, efter två mål av Didier Drogba. Efter åtta säsonger och 226 mål för Arsenal valde lagkaptenen Thierry Henry att lämna klubben för FC Barcelona. Även Fredrik Ljungberg valde att lämna Arsenal i juli 2007, efter en skadedrabbad säsong, och skrev på för West Ham. Robin van Persie gjorde flest ligamål i Arsenal med 11 mål. 
Säsongen 2007/08 var ytterligare en säsong utan titlar för Arsenal, men med en skadedrabbad trupp (som inkluderade Robin van Persie och Eduardo da Silva) var laget länge med i toppstriden och slutade på tredje plats i Premier League. I Champions League nådde Arsenal kvartsfinal, som förlorades mot Liverpool, och förlorade semifinalen i Ligacupen mot Tottenham Hotspur. Emmanuel Adebayor gjorde flest mål för Arsenal i ligan med totalt 24 mål.
Säsongen 2008/09 inleddes med stora poängtapp i ligan, men Arsenal lyckades ändå nå den åtråvärda fjärdeplatsen (som gav Champions League-spel nästkommande säsong). I både Champions League och FA-cupen nådde Arsenal semifinal, men slogs ut mot Chelsea respektive Manchester United. Robin van Persie gjorde flest ligamål i Arsenal med 11 mål. 

I juli 2009 såldes både Adebayor och Kolo Touré till Manchester City. Adebayor gjorde mål för sin nya klubb i mötet mot Arsenal den 12 september 2009, och valde att springa hela vägen ner till den andra planhalvans kortsida för att fira målet framför Arsenals supportrar. Aaron Ramsey bröt benet i vinsten mot Stoke City den 27 februari 2010 efter en tackling av Ryan Shawcross. Säsongen 2009/10 nådde Arsenal en tredjeplats i ligan och kvartsfinal i Champions League, där de förlorade mot FC Barcelona. Cesc Fabregas gjorde flest ligamål i Arsenal med 15 mål. 

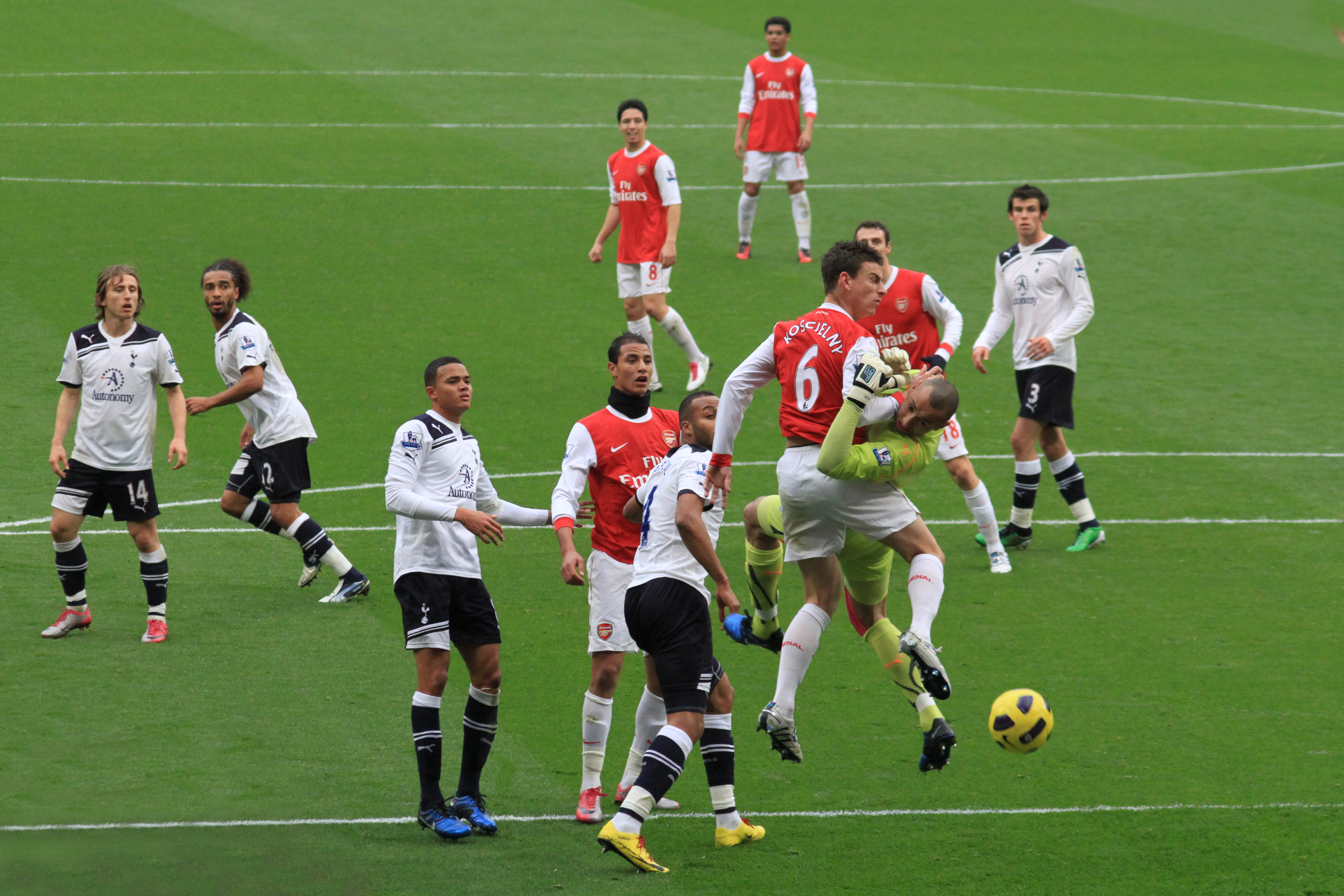
Arsenal mot ärkerivalen Tottenham i det som brukar kallas "North London derby", i november 2010.

Säsongen 2010/11 blev Arsenal fyra i ligan. FC Barcelona slog återigen ut Arsenal från Champions League, trots en 2–1-seger i den första åttondelsfinalen på Emirates Stadium. Arsenal spelade även final i Ligacupen, den 27 februari 2011, men förlorade mot Birmingham City, efter ett sent mål av Obafemi Martins. Den före detta Arsenal-spelaren Sebastian Larsson fanns även med på plan för Birmingham City. Jack Wilshere blev utsedd till årets unga spelare i Premier League, och Robin van Persie gjorde flest ligamål i Arsenal med 18 mål. 
Säsongen 2011/2012 firade Arsenal 125-årsjubileum. Men säsongen startade i turbulens när tre tongivande spelare lämnade klubben: Cesc Fabregas, Samir Nasri och Gaël Clichy. På grund av de stora förändringarna i laguppställningen öppnade Arsenal säsongen med bland annat storförlusten 2–8 mot Manchester United den 28 augusti 2011, och efter tre omgångar hade Arsenal 1 poäng och 2–10 i målskillnad. Wenger gick ifrån sin filosofi om att värva talanger och förstärkte istället med några etablerade spelare som Per Mertesacker, Mikel Arteta och Gervinho. Under säsongens gång kunde laget lyfta sig och slutade till sist trea i ligan. Champions League slutade, för andra året i rad, i åttondelsfinalen mot AC Milan, där Zlatan Ibrahimovic spelade. Robin van Persie vann med sina 30 mål Premier Leagues skytteliga, och på grund av skador i truppen gjorde Thierry Henry en tvåmånads-comeback i klubben när han kom på lån från New York Red Bulls. Henry avslutade sin Arsenal-karriär med ett avgörande mål mot Sunderland den 11 februari 2012.
Sommaren 2012 förstärktes Arsenals offensiv med Lukas Podolski, Olivier Giroud och Santi Cazorla. Däremot såldes lagkaptenen Robin van Persie till Manchester United i augusti 2012. Säsongen 2012/13 blev Arsenal utslaget i åttondelsfinalen i Champions League, för tredje året i rad. Denna gång av Bayern München. Först efter sista omgången i Premier League stod det klart att Arsenal tagit fjärdeplatsen och därmed säkrat kvalplatsen till Champions League framför ärkerivalen Tottenham Hotspur. Theo Walcott gjorde flest ligamål i Arsenal med 14 mål.
Inför säsongen 2013/14 blev Mesut Özil Arsenals dyraste värvning genom tiderna med 440 miljoner SEK från Real Madrid. Den 21 september firade klubben 100 år sedan flytten till Islington, genom att ha jubileumströjor på sig under hemmamatchen mot Stoke som vanns med 3–1. Arsenal toppade ligan längst av alla lag fram till 1–5-förlusten mot Liverpool den 8 februari 2014, tappade sin form i mars och gick miste om toppstriden för att till slut hamna på fjärde plats. I Champions League gick Arsenal vidare till åttondelsfinal för fjärde året i rad, men förlorade, liksom året innan, mot Bayern München. Kim Källström lånades in januari 2014, och gjorde mål på sin straffspark efter förlängningen i semifinalen i FA-cupen mot Wigan Athletic. Den 17 maj 2014 blev Arsenal FA-cupmästare för elfte gången efter vinst mot Hull i finalen med 3–2 efter förlängning, vilket gjorde slut på nio års titeltorka. Olivier Giroud gjorde flest ligamål i Arsenal med 16 mål.
Flest FA-cup titlar
I juli 2014 köpte Arsenal Alexis Sánchez från FC Barcelona. Han gjorde flest ligamål för Arsenal med 16 mål. Säsongen 2014/15 inledde Arsenal med att vinna mot regerande ligamästarna Manchester City med 3–0 i Community Shield-mötet den 10 augusti 2014. I Champions League tog sig Arsenal vidare från gruppspelet som tvåa efter Dortmund, men förlorade i åttondelsfinalen dubbelmötet mot Monaco på färre gjorda bortamål. Det var femte året i rad som Arsenal åkte ut i åttondelsfinal. Arsenal slutade på tredje plats i ligan och blev därmed på nytt direktkvalificerade för Champions League. I FA-cupfinalen den 30 maj 2015 vann Arsenal över Aston Villa med 4–0 och försvarade därmed sin titel, och blev mesta mästarna med 12 titlar i FA-cupens historia.
Inför säsongen 2015/16 värvades målvakten Petr Čech från lokalrivalen Chelsea. I Community Shield-mötet den 2 augusti 2015 slog Arsenal regerande ligamästarna Chelsea med 1–0. För sjätte året i rad åkte Arsenal ut i åttondelsfinalen i Champions League, när de förlorade mot FC Barcelona. Premier League vanns överraskande av Leicester City och Arsenal tog andraplatsen i ligan före lokalrivalen Tottenham Hotspur. Olivier Giroud gjorde flest ligamål för Arsenal med 16 mål.
Mikel Arteta avslutade sin spelarkarriär och i slutet av maj 2016 förstärktes mittfältet med Granit Xhaka. Säsongen 2016/17 åkte Arsenal ut i åttondelsfinalen i Champions League för sjunde året i rad, efter storförluster mot Bayern München med 1–5 både borta och hemma. I Premier League slutade Arsenal femma och missade därmed Champions League för första gången på 20 år, och fick under säsongen 2017/18 istället spela i Uefa Europa League. Alexis Sánchez gjorde flest ligamål för Arsenal med 16 mål. I säsongens sista match den 27 maj 2017 lyckades Arsenal vinna FA-cupfinalen över ligamästarna Chelsea med 2-1, efter ett segermål av Aaron Ramsey. Detta var Arsenals trettonde FA-cuptitel, vilket var flest i engelsk fotboll. Wenger ökade sin skörd till sju FA-cuptitlar.
Säsongen 2017/18 började med att Arsenal vann Community Shield för tredje gången på fyra år, efter straffar mot Chelsea. I juli såldes målvakten Wojciech Szczęsny till Juventus och i mitten av augusti såldes backen Gabriel till Sevilla. Senare i augusti såldes Kieran Gibbs (2007–2017) till West Bromwich och Alex Oxlade-Chamberlain (2011–2017) till Liverpool. In kom vänsterbacken Sead Kolašinac på fri övergång från Schalke 04 och anfallaren Alexandre Lacazette från Lyon, för uppskattningsvis 50 miljoner euro – klubbens dittills dyraste värvning någonsin.
En annan typ av värvning var att Arsenal anställde Borussia Dortmunds hyllade chefsscout Sven Mislintat, som i januari gjorde sina första värvningar: Pierre-Emerick Aubameyang köptes in från Dortmund och Henrikh Mkhitaryan (som även han har ett förflutet i Dortmund) kom från Manchester United i utbyte mot Alexis Sánchez. Under "januarifönstret" såldes även Francis Coquelin till Sevilla, Theo Walcott till Everton och Olivier Giroud till Chelsea, medan Mathieu Debuchy fick en fri övergång till Saint-Étienne.
Den 20 april 2018 meddelade Arsene Wenger att han efter nästan 22 år som lagets manager lämnade Arsenal efter säsongens slut. Wengers karriär inte fick krönas med någon ny titel. Arsenal slutade på en sjätteplats i Premier League, och blev utslaget av Championship-lagetNottingham Forest i FA-cupens tredje omgång. Arsenal förlorade mot Manchester City i ligacupfinalen den 25 februari 2018, och samma månad mötte Arsenal Östersunds FK i Europa League, där det slutligen blev förlust mot Atlético Madrid i semifinalen.
Wengers avslutande match med Arsenal blev en 1–0-vinst i Premier League mot Huddersfield den 13 maj 2018.

### Hat trick för Arsenal-spelare i Premier League

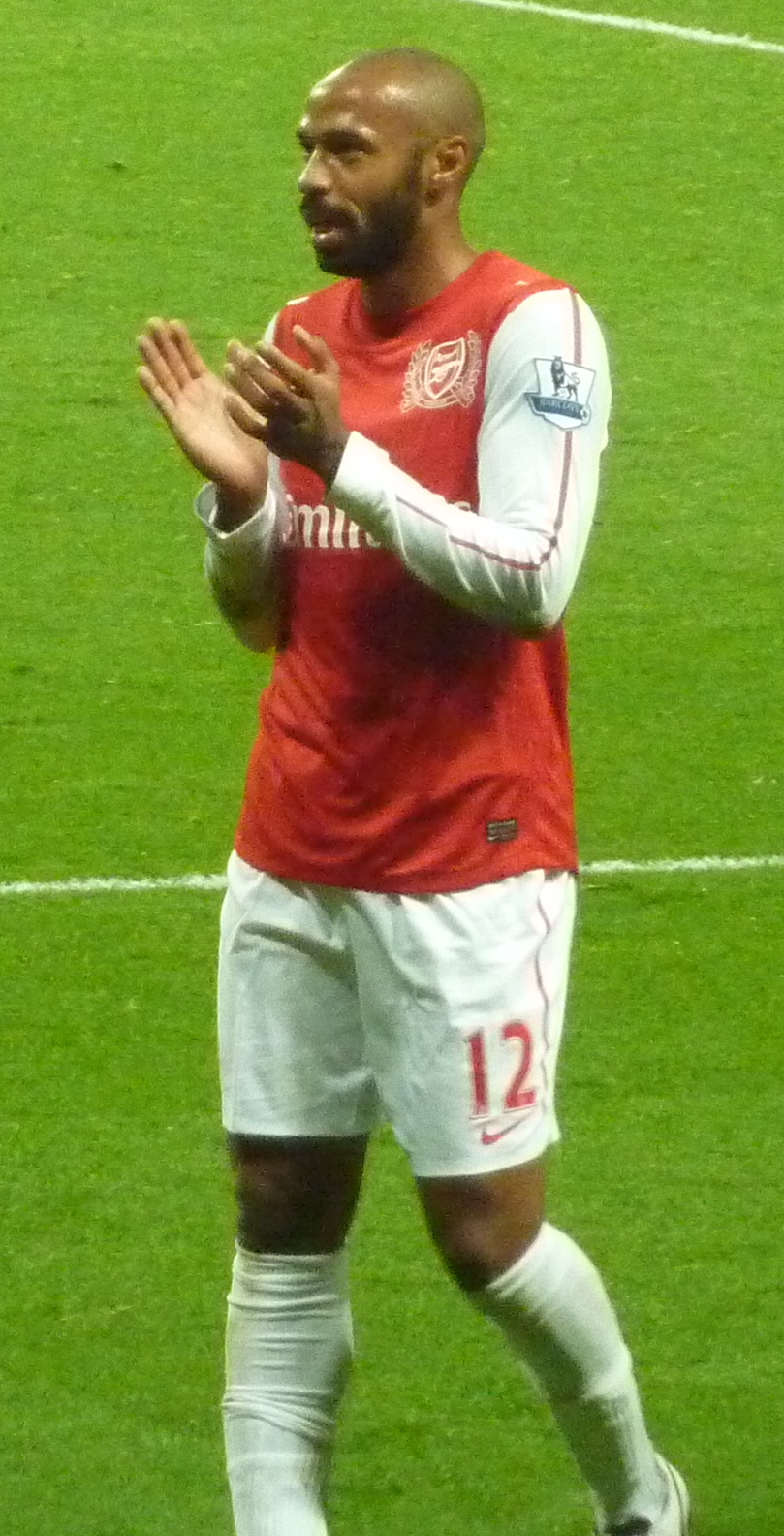
Thierry Henry Har gjort 8 hat tricks för Arsenal.Flest i Arsenal historia.

## Arsenal Holdings plc

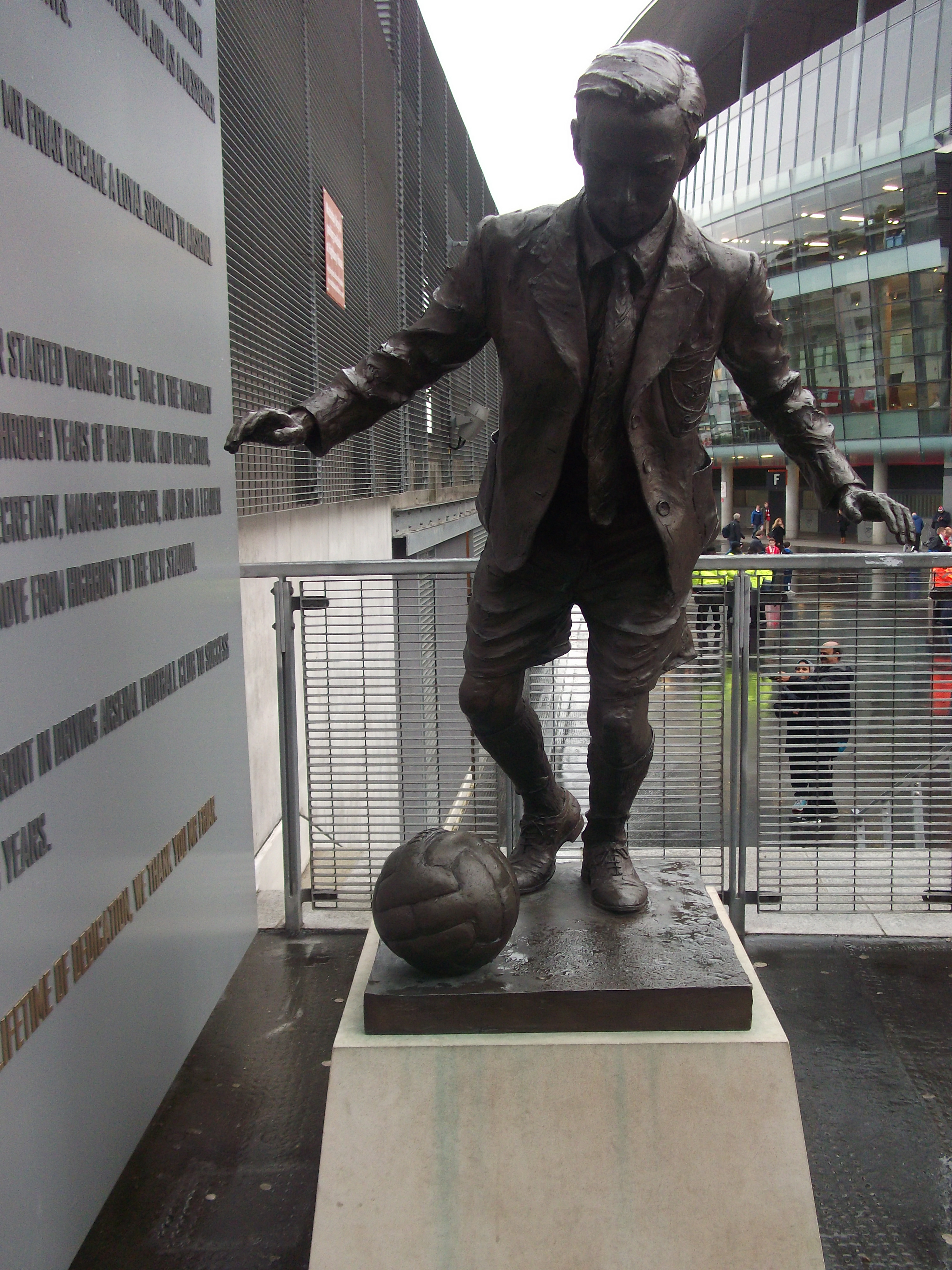
För att fira trotjänaren Ken Friars 60-årsjubileum i klubben uppfördes 2011 en staty i norra delen av Emirates Stadium. Friar började arbeta för klubben som 12-åring, var åren 1983–2000 dess vd, och har därefter arbetat som klubbens sekreterare fram till 1 september 2020 då han blev pensionär.

### Mellanspel av Unai Emery (2018–2019) och Fredrik Ljungberg (2019)

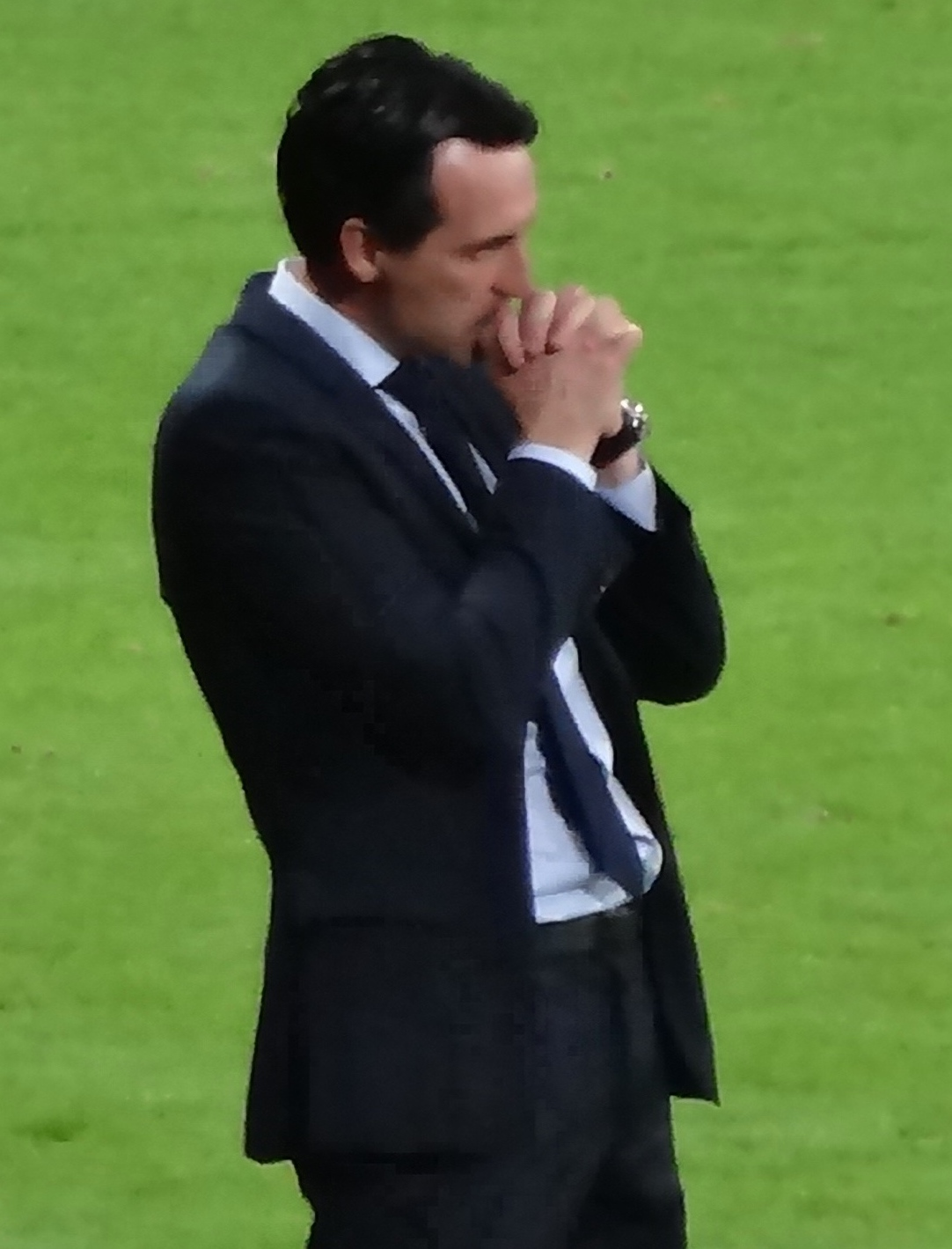
Unai Emery.

Efter spekulationer om att någon tidigare spelare skulle ta över som ny tränare för Arsenal meddelades 23 maj 2018 att den 46-årige spanske tränaren Unai Emery – som bland annat lett Sevilla till tre titlar i Europa League åren 2014–2016 och franska PSG till ligaguld 2017/2018 – tar över som chefscoach efter Arsene Wenger.
Inför säsongen 2018/2019 fortsatte förnyelsen av spelartruppen. Per Mertesacker avslutade sin spelarkarriär för att ingå i akademilagets tränarstab. Långtidsskadade Santi Cazorla fick fri övergång till moderklubben Villareal. Trotjänaren Jack Wilshere och Lucas Perez värvades till West Ham, och tidigare akademispelarna Jeff Reine-Adelaide och Chuba Akpom släpptes till franska Angers respektive grekiska Salonika, medan Joel Campbell släpptes till Serie A-klubben Frosinone. Dessutom lånades Calum Chambers ut till nyuppflyttade Premier League-laget Fulham och Reiss  till tyska Hoffenheim. Kort efter sommarens fotbolls-VM hämtades den uruguayanske mittfältaren Lucas Torreira från Sampdoria, och de rutinerade försvararna Stephan Lichtsteiner från Juventus och Sokratis Papastathopulos från Dortmund. Målvaktssidan förstärktes av Bernd Leno från Bayer Leverkusen. Unge mittfältaren Matteo Guendouzi köptes från Lorient.
Den 18 september 2018 meddelade den mångårige verkställande direktören Ivan Gazidis att han lämnar Arsenal för en liknande post i AC Milan, där han börjar den 31 oktober 2018.
Säsongen slutade med att Arsenal blev femma i ligan, en poäng efter fyran Tottenham, som tidigare slagit Arsenal i kvartsfinalen i Ligacupen med 0–2. Manchester United slog ut Arsenal i fjärde rundan av FA-cupen med 1–3. I säsongens sista tävlingsmatch förlorade Arsenal finalen i Europa League med 1–4 mot den andra Londonrivalen, Chelsea. Pierre-Emerick Aubameyang vann skytteligan i Premier League på 22 mål och delade därmed utmärkelsen Golden Boot med två Liverpool-spelare på samma antal: Sadio Mané och Mohamed Salah.
Inför säsongen 2019/2020 lämnade flera spelare klubben, däribland målvakten Peter Čech som avslutade sin karriär. Arsenal gjorde också sin genom tiderna dyraste värvning när man lade upp 80 miljoner euro, cirka 850 miljoner kronor, för anfallaren Nicolas Pépé från Lille OSC. Efter en säsongsinledning med sju matcher i rad utan seger – den sämsta sviten sedan 1992 – fick tränaren Unai Emery sparken den 29 november, och ungdomstränaren Fredrik Ljungberg gavs tillfälligt ansvaret som tränare i väntan på en mer permanent lösning.

### Ny tränare 2020: Mikel Arteta

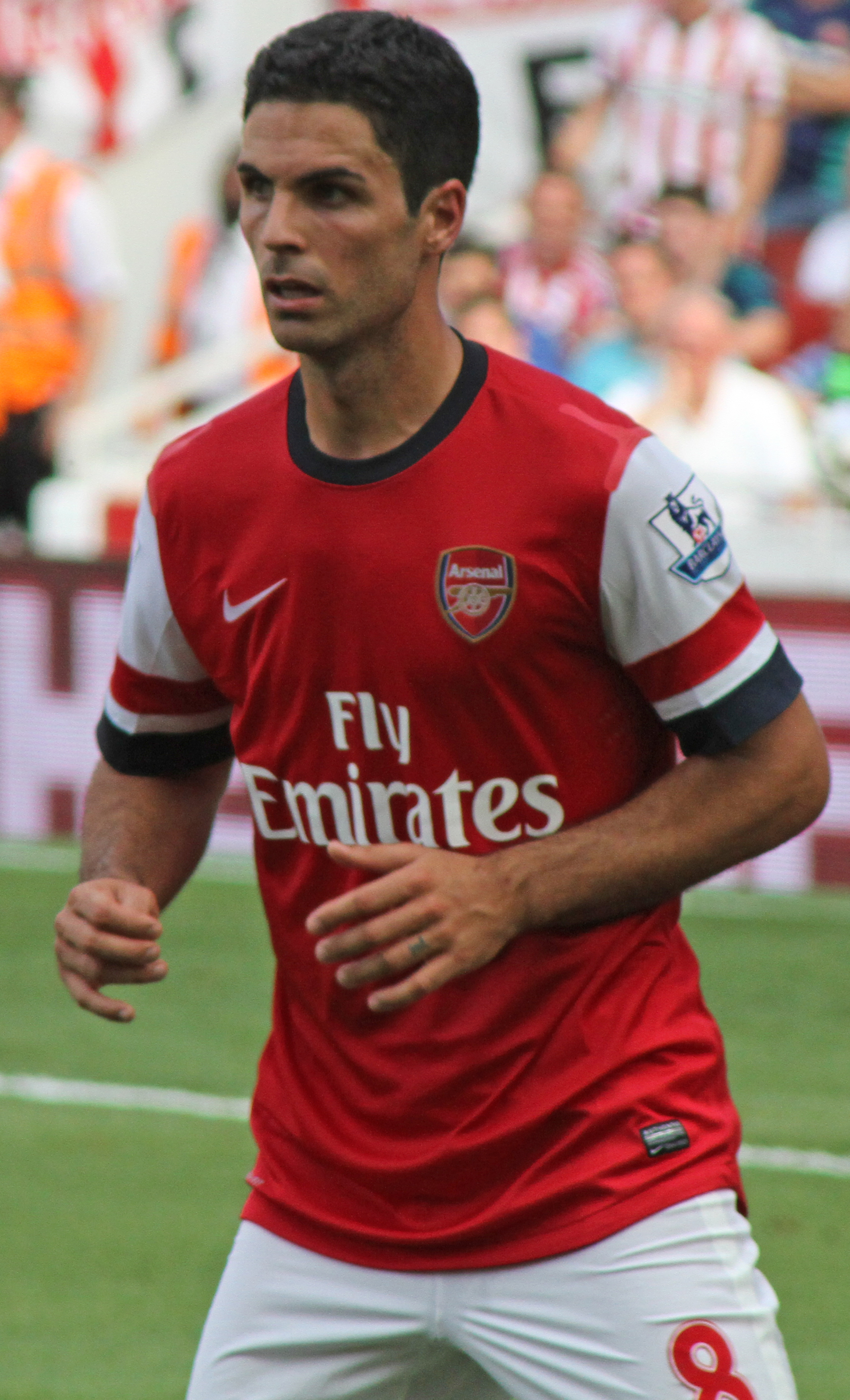
Mikel Arteta, 2012.

Den 20 december 2019 tillträdde den tidigare Arsenal-spelaren Mikel Arteta, som de senaste åren verkat som assisterande till Pep Guardiola i Manchester City, som huvudtränare.

#### Corona-pandemin våren och sommaren 2020
Den 12 mars 2020 meddelade Arsenal att Mikel Arteta hade testats positivt för Covid-19 och att hela A-truppen måste isoleras. Dagen därpå beslutade FA att Premier League, English Football League, FA Women's Super League och FA Women's Championship ställs in, i första hand till 4 april. Redan den 19 mars förlängdes uppehållet till 30 april 2020. Besluten gällde även FA-cupen, landskamper och ungdomsmatcher.
Den 27 mars 2020 friskförklarades Mikel Arteta, men ligan återupptogs först den 17 juni 2020 och slutfördes 26 juli.

#### Åter till fotboll
Arsenal avslutade säsongen 2019/20 på åttonde plats i ligan. I säsongens sista match lyckades dock Arsenal vinna FA-cupfinalen över Chelsea och återtog med sina 14 titlar rekordet i antal titlar i cupen. Mikel Arteta är den ende som vunnit FA-cupen för Arsenal både som spelare (2014 och 2015) och tränare (2020).
Säsongen 2020/21 inledde Arsenal med att vinna mot regerande ligamästarna Liverpool efter 1–1 (5–4 på straffar) Community Shield-mötet den 29 augusti 2020. Höstsäsongen började lovande med tre segrar på de fyra första matcherna, men efter sju förluster på de följande tio matcherna var laget nära nedflyttningsstrecket, och Ligacupen tog slut mot Manchester City. Ett slags vändpunkt kom med 3–1 hemma mot Chelsea 26 december, där skador på äldre spelare gav yngre spelare som Kieran Tierney, Bukayo Saka och Emile Smith Rowe chansen att visa upp sig, och det gjorde de med besked. Respass från FA-cupen mot Southampton men sju raka ligamatcher utan förlust gav nytt hopp.
Januaris transferfönster blev händelserikt. Reservmålvakten Matt Macey skrev på för skotska Hibernian, Sokratis avslutade sitt kontrakt och gick till Olympiakos, och detsamma gjorde Mezut Özil, som landade i Fenerbache, liksom Shkodran Mustafi, som gick till Schalke 04, dit också Sead Kolasinac lånades ut. Ut lånades även William Saliba, till franska OCG Nice. In lånades istället målvakten Mat Ryan från Brighton och norske Martin Ødegaard från Real Madrid. Mittfältaren Tomas Partey värvades från Atlético Madrid.

#### Superligan som inte blev av
Den 18 april 2021 meddelade företrädare för tolv europeiska storklubbar att de planerat en ny europeisk "superliga" i fotboll som skulle ersätta det nuvarande europaspelet för 15 permanenta medlemmar – däribland Arsenal – och fem inkvalade lag. Förslaget om en sluten liga väckte omedelbar kritik från Uefa, Fifa, många klubbar, spelare och fans, bland annat Arsenal Sweden, som i ett officiellt uttalande tog avstånd från hela idén. Redan tisdagen den 20 april hoppade de sex engelska lagen – Arsenal, Chelsea, Liverpool, Tottenham och de båda Manchester-klubbarna – av utbrytningsförsöket, och de kommande dagarna lämnade även fler klubbar projektet.
Arsenal avslutade säsongen på åttonde plats för andra året i rad, och missade därför Europaspel för första gången på 26 år. Under sommaren säkrades permanenta övergångar för Martin Ødegaard, målvakten Aaron Ramsdale, mittfältaren Albert Sambi Lokonga, högerbacken Takehiro Tomiyasu och vänsterbacken Nuno Tavares. Reiss Nelson lånades ut till Feyenoord och Hector Bellerin till Real Betis.

##### Åter spel i Europa
Säsongen 2021/2022 började med tre raka förluster och totalt 0–9 i målskillnad, mot nykomlingarna Brentford, mot Chelsea och Manchester City. Därefter följde åtta matcher utan förlust, men Arsenal fick mot slutet av säsongen se sig slagna av ärkerivalen Tottenham i kampen om en plats i Champions League. Efter interna konflikter släpptes anfallsstjärnan Pierre-Emerick Aubameyang "gratis" till Barcelona. Arsenal slutade femma i ligan, kvalificerade till Europa League.
Inför säsongen 2022/2023 släppte Arsenal även anfallaren Alexandre Lacazette, mittbacken Calum Chambers och mittfältaren Matteo Guendouzi. Vänsterbacken Nuno Tavares lånades ut till Marseille, mittfältaren Ainsley Maitland-Niles till Southampton, och anfallaren Folarin Balogun till Reims. Istället värvades Manchester City-spelarna Gabriel Jesus och Oleksandr Zintjenko samt Benfica-mittfältaren Fábio Vieira. Dessutom tog man in 19-åriga löftet Marguinhos från Sao Paolo och målvakten Matt Turner från MLS-klubben New England Revolution. Arsenal kom att inleda ligaspelet med nio segrar på de första tio matcherna, och var inför uppehållet för fotbolls-VM i Qatar hela fem poäng före Manchester City på andra plats. Trots att Arsenal behöll ledningen i ligan större delen av våren drog Manchester City slutligen det längsta strået och vann ligan för tredje året i rad. Arsenal kunde dock med sin andraplats säkra spel i Champions League, för första gången sedan säsongen 2016/2017.
Säsongen 2023/2024 inleddes med Community Shield-matchen mellan Arsenal och Manchester City, som Arsenal vann med 4–1 efter straffläggning. Ommöbleringen av spelartruppen fortsatte: Trotjänare som Ainsley Maitland-Niles, Rob Holding och Kieran Tierney släpptes til Lyon, Crystal Palace respektive Real Sociedad (lån). Jättelöftet Folarin Balogun såldes till Monaco. Även Pablo Marí, Aston Trusty och Matt Turner fick lämna, och Albert Sambi Lokonga, Marquinhos och Nuno Tavares lånades ut. Nyförvärven var fyra: mittfältarna Kai Havertz från Chelsea och Declan Rice från West Ham, backen Jurriën Timber från Ajax – som långtidsskadade sig redan i säsongens första match, mot Nottingham Forest – samt målvakten David Raya på lån från Brentford. Annars började säsongen bra, med 24 poäng efter de tio första matcherna innan den första förlusten, borta mot Newcastle 4 november. I FA-cupen och Ligacupen blev det snabbt respass, men det gick bättre i Champions League, där Arsenal vann sin grupp och åttondelsfinalen mot Porto, innan Bayern München blev för svårt i kvartsfinalen. Tre förluster i december var nära att grusa titelambitionerna, men åtta segrar senare var det tämligen jämnt mellan Arsenal, Liverpool och Manchester City – innan de sistnämnda tog hem ligan på 91 poäng, före Arsenal på 89.
Efter en sommar när både EM-slutspel och Olympiska spel förkortat många spelares inleddes säsongen 2024/2025 med ommöbleringar i laget. Cedric och Mohamed Elneny fick fri lejd att gå vidare, och akademispelarna Eddie Nketiah och Emile Smith Rowe såldes till Londonkonkurrenterna Crystal Palace respektive Fulham, som också fick låna in Reiss Nelson. Ut på lån gick även Fábio Vieira (till Porto), Nuno Tavares (till Lazio), Albert Sambi Lokonga (till Sevilla) och målvakten Karl Hein (till Real Valladolid). På målvaktssidan lämnade även Rúnar Alex Rúnarsson, Arthur Okonkwo och Aaron Ramsdale, medan inlånade David Raya fullbordade övergången från Brentford. In kom också Riccardo Calafiori (från Bologna), Mikel Merino (från Real Sociedad), Neto (från Bournemouth), och Raheem Sterling (från Chelsea).
Den 31 mars 2025 presenterades italienaren Andrea Berta som ny sportchef efter Edu Gaspar.

## Emirates Stadium

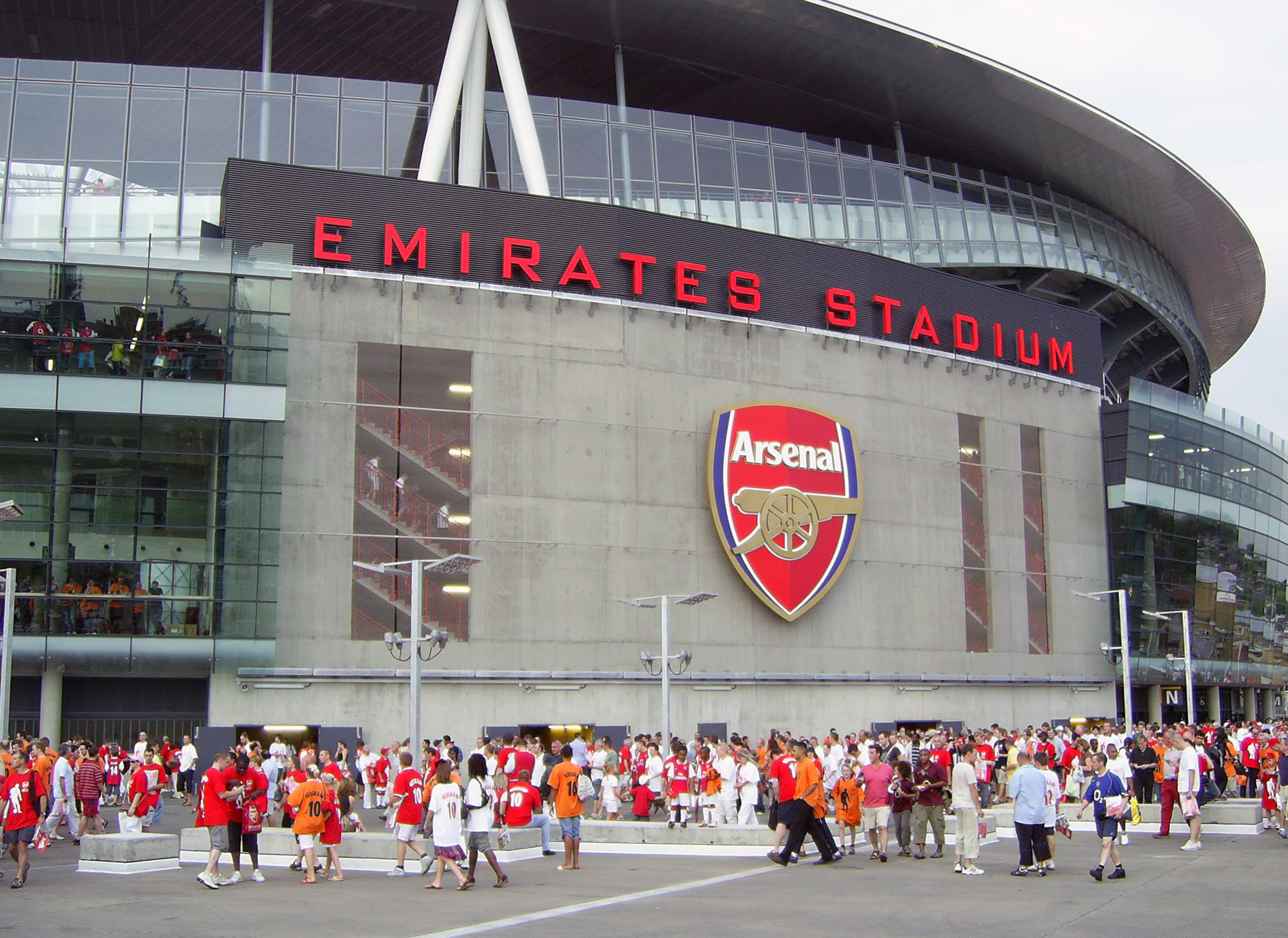
Emirates Stadium.

Under 2003 började klubben byggandet av en ny arena på Ashburton Grove, alldeles intill Highbury. Arenan var färdigbyggd i juli 2006 och har en kapacitet på 60 432 åskådare. I bygget ingick en ordentlig upprustning av kringområdena, bland annat skulle 1 800 nya jobbtillfällen skapas och 2 000 nya bostäder byggas.
Projektet gick på cirka 357 miljoner pund (vilket är ungefär 4,6 miljarder SEK) och finansierades delvis av det Förenade Arabemiraten-baserade flygbolaget Emirates. Den nya arenan har döpts efter detta bolag (det officiella namnet är Emirates Stadium, men många supportrar kallar arenan Ashburton Grove). Sedan första säsongen på den nya arenan, säsongen 2006/07, har Arsenal spelat med texten "Fly Emirates" på tröjorna.

### Före detta stadion
| Startdatum | Slutdatum | Namn                                           | Publik kapacitet                                                      | Geografisk läge          | Rivet eller ej | Källa |
| ---------- | --------- | ---------------------------------------------- | --------------------------------------------------------------------- | ------------------------ | -------------- | ----- |
| 1913       | 2006      | Arsenal Stadium, i folkmun kallad Highbury     | 38 500 åskådare sittande med stå platser var rekordet 73 295 åskådare | Islington i norra London | Rivet          |       |
| 1888, 1893 | 1890,1913 | Manor Ground                                   | 33,000                                                                | Plumstead, Södra London  | Rivet          |       |
| 1890       | 1893      | Invicta Ground                                 | 12,000                                                                | Plumstead, Södra London  | Rivet          |       |
| 1886       | 1888      | Plumstead Common (park området) i södra London | ?                                                                     | Plumstead, Södra London  | finns kvar     |       |

### Arsenal-klockan
Det var en av de många nya saker i Highbury som inleddes av den stora innovatören Herbert Chapman, och South Stand blev snart känd som The Clock End.
När klubben flyttade till Emirates Stadium, bytte den ursprungliga klockan också hem och sitter för närvarande högt upp på utsidan av stadion, på lämpligt sätt inför Clock End Bridge som en symbolisk påminnelse om Arsenals tid på Highbury.
Och på lördagen den 21 augusti 2010, kort före Arsenals Premier League-hemmaseger över Blackpool, välkomnade klubben officiellt en annan större version av den berömda Arsenal Clock till Emirates Stadium på insidan.

## Supporterstöd
Supportrar till Londonlaget Arsenal kallas ofta Gooners, en härledning från The Gunners, vilket är ett smeknamn på själva klubben. Kvinnliga fans kallas "Goonerette".

### Motto

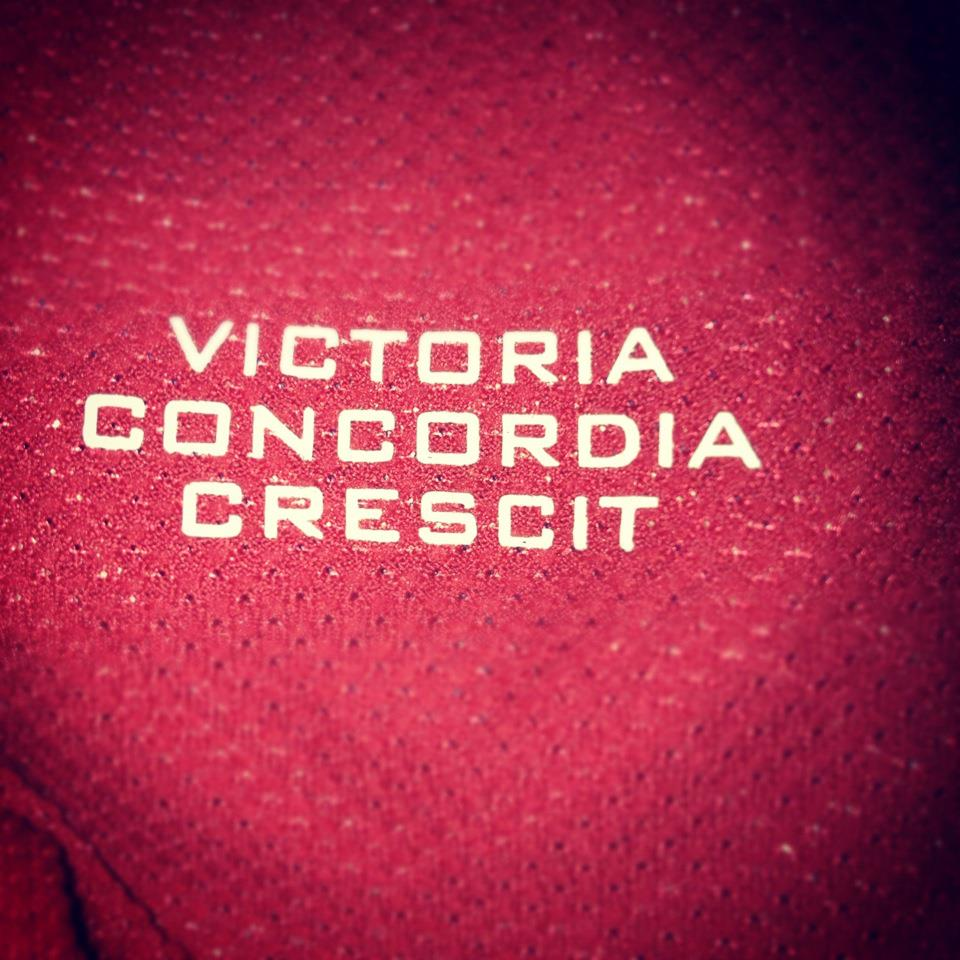
Motto

Victoria concordia crescit är latin och betyder "Seger växer ur harmoni".
Uttrycket, som myntades 1948 i ett programblad, blev året därpå också en del i klubbens märke. När dagens klubbmärke började användas år 2002 togs mottot bort. Motivet var att det inte gick att varumärkesskydda ett motto och därmed inte heller klubbmärket, men mottot lever fortfarande kvar i klubben.

### Maskot

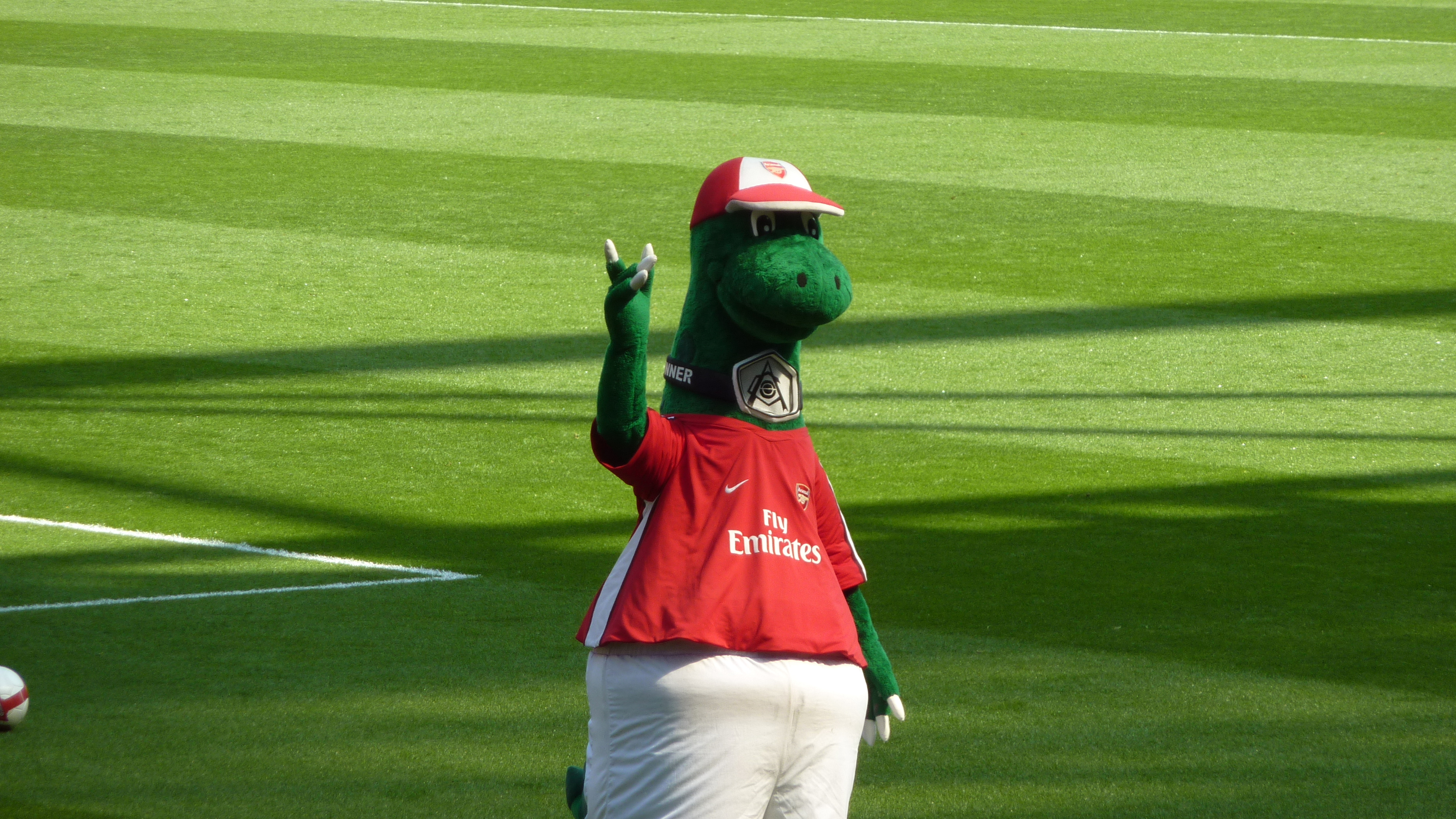
Gunnersaurus.

Gunnersaurus har varit klubbens maskot sedan augusti 1993. Debuten skedde 14 augusti 1993, när Arsenal mötte Coventry City. I oktober 2020 meddelade klubben att maskoten inte kommer delta på hemmamatcherna så länge det inte tillåts publik under Coronapandemin. Den 10 november 2020 publicerade karaktärens Twitter-konto ett foto från Emirates Stadium, där han meddelade sin återkomst.

## Matchställ
Arsenals matchställ har under många år bestått av röda tröjor med vita ärmar samt vita byxor. Den röda färgen kommer från Nottingham Forest. Två av klubbens grundare, Fred Beardsley och Morris Bates, hade tidigare spelat i Forest och flyttade till Woolwich för att arbeta. De skrev till sin gamla klubb och bad om hjälp med att skaffa ett matchställ. Forest skickade en uppsättning röda tröjor som hade en mörkare färg än vad klubben har haft i modern tid. Tröjorna bars tillsammans med antingen vita eller mörkröda byxor.
1933 införde Herbert Chapman den tröja som har blivit förknippad med Arsenal: en ljusare röd med vita ärmar. Under en kort period på 1960-talet hade laget en helröd tröja, som dock inte var populär – redan efter ett år togs de vita ärmarna tillbaka.
Färgen på strumporna har varierat något under årens lopp; fram till Herbert Chapmans dagar var de mörkblå. Chapman lade till vita ränder på de mörkblå strumporna, för att spelarna lättare skulle se en medspelare medan han kontrollerade bollen. 1969 började laget använda röda strumpor. Mellan 1994 och 1996 hade laget rödvitrandiga strumpor och sedan dess har laget haft antingen röda eller vita strumpor.
Även Arsenals reservställ har varierat. Ofta har reservstället bestått av gula tröjor och blå byxor, men har även haft andra färger. I FA-cupfinalen mot Liverpool 1950 spelade laget i orange tröjor och vita byxor. Mellan 1982 och 1984 hade laget gröna tröjor med mörkblå ärmar och mörkblå byxor. Under 1990-talet och 2000-talet bars vissa säsonger blå reservställ. Säsongen 2009/10 återkom det sedvanliga röd-vita matchstället hemma, men ett nytt bortaställ i form av en blårandig tröja med klubbemblemet på det sedvanliga stället till vänster.
Under några få speciella säsonger har Arsenals ställ haft en viss historisk anknytning. Sista säsongen på Highbury, 2005/06, spelade laget i en vinröd tröja – samma färg som tröjorna hade under klubbens första tid. Säsongen 2011/12 spelade Arsenal i en sedvanlig röd tröja med vita ärmar, men med en krans runt emblemet för att fira klubbens 125-årsjubileum.

## Spelartruppen
| 1  | Spanien | David Raya        | 15 september 1995 | Brentford (-23)    |
| 13 | Spanien | Kepa Arrizabalaga | 3 oktober 1994    | Chelsea (-25)      |
| 31 | Estland | Karl Hein         | 13 april 2002     | Nõmme United (-18) |

| 2  | Frankrike     | William Saliba      | 24 mars 2001      | Saint-Étienne (-19)          |
| 3  | Spanien       | Cristhian Mosquera  | 27 juni 2004      | Valencia (-25)               |
| 4  | England       | Ben White           | 8 oktober 1997    | Brighton & Hove Albion (-21) |
| 6  | Brasilien     | Gabriel             | 19 december 1997  | Lille (-20)                  |
| 12 | Nederländerna | Jurriën Timber      | 17 juni 2001      | Ajax (-23)                   |
| 15 | Polen         | Jakub Kiwior        | 15 februari 2000  | Spezia (-23)                 |
| 17 | Ukraina       | Oleksandr Zinchenko | 15 december 1996  | Manchester City (-22)        |
| 33 | Italien       | Riccardo Calafiori  | 19 maj 2002       | Bologna (-24)                |
| 49 | England       | Myles Lewis-Skelly  | 26 september 2006 | Arsenal FC                   |

| 8  | Norge    | Martin Ødegaard      | 17 december 1998 | Real Madrid (-21)     |
| 16 | Danmark  | Christian Nørgaard   | 10 mars 1994     | Brentford (-25)       |
| 20 | England  | Noni Madueke         | 10 mars 2002     | Chelsea (-22)         |
| 21 | Portugal | Fábio Vieira         | 30 maj 2000      | Porto (-22)           |
| 22 | England  | Ethan Nwaneri        | 21 mars 2007     | Arsenal FC            |
| 23 | Spanien  | Mikel Merino         | 22 juni 1996     | Real Sociedad (-24)   |
| 36 | Spanien  | Martin Zubimendi     | 2 februari 1999  | Real Sociedad (-25)   |
| 41 | England  | Declan Rice          | 14 januari 1999  | West Ham United (-23) |
| -  | Belgien  | Albert Sambi Lokonga | 22 oktober 1999  | Anderlecht (-21)      |

| 7  | England   | Bukayo Saka        | 5 september 2001 | Arsenal FC                   |
| 9  | Brasilien | Gabriel Jesus      | 4 mars 1997      | Manchester City (-22)        |
| 11 | Brasilien | Gabriel Martinelli | 18 juni 2001     | Ituano (-19)                 |
| 14 | Sverige   | Viktor Gyökeres    | 4 juni 1998      | Sporting Lissabon (-25)      |
| 19 | Belgien   | Leandro Trossard   | 4 december 1994  | Brighton & Hove Albion (-23) |
| 24 | England   | Reiss Nelson       | 10 december 1999 | Arsenal FC                   |
| 29 | Tyskland  | Kai Havertz        | 11 juni 1999     | Chelsea (-23)                |

### Utlånade spelare
| Nr | Land | Pos | Namn |
| -- | ---- | --- | ---- |

| Nr | Land | Pos | Namn |
| -- | ---- | --- | ---- |

### Nyförvärv/förluster säsongen 2025/26
In: 
- 1/7 -25:  Kepa Arrizabalaga från  Chelsea[79]
- 6/7 -25:  MartÌn Zubimendi från  Real Sociedad[80]
- 10/7 -25:  Christian Nørgaard från  Brentford[81]
- 18/7 -25:  Noni Madueke från   Chelsea[82]
- 24/7 -25:  Cristhian Mosquera från  Valencia[83]
- 26/7 -25:  Viktor Gyökeres från  Sporting Lissabon[84]

Ut:
- 10/6 -25:  Kieran Tierney – fri lejd till  Celtic[85]
- 15/6 -25:   Thomas Partey – fri lejd[86]
- 4/7   -25:   Takehiro Tomiyasu – fri lejd[87]